# Campiglossa umbrata
Campiglossa umbrata este o specie de muște din genul Campiglossa, familia Tephritidae. A fost descrisă pentru prima dată de Cresson în anul 1907. Conform Catalogue of Life specia Campiglossa umbrata nu are subspecii cunoscute.